# 973

## Události
- Založení pražské diecéze Boleslavem II. Pobožným a nejistě i první český klášter svatého Jiří (spíše 976)
- Ota II. nastupuje na trůn Svaté říše římské
- papežem se stává Benedikt VI.

## Narození
- 6. května – Jindřich II., císař († 1024)

## Úmrtí
- 7. května – Ota I. Veliký, císař svaté říše římské
- sv. Oldřich, biskup augsburský

## Hlavy států
- České knížectví – Boleslav II.
- Papež – Benedikt VI.
- Svatá říše římská – Ota I. Veliký, Ota II.
- Anglické království – Edgar
- Skotské království – Kenneth II., Amlaib
- Polské knížectví – Měšek I.
- Východofranská říše – Ota I. Veliký
- Západofranská říše – Lothar I.
- Magdeburské arcibiskupství – Adalbert (968–981)
- Uherské království – Gejza
- Byzanc – Jan I. Tzimiskes